# Alain Goldman
Ne pas confondre avec Alain Goldmann, Grand-rabbin de Paris
Pour les articles homonymes, voir Goldman.
Alain Goldman est un producteur de cinéma né en 1961. 

## Jeunesse et formation
Issu d’une famille juive ashkénaze, Alain Goldman naît en 1961 à Paris, dans le quartier de Montmartre. Son oncle Bernard Goldman fut le premier représentant d'Universal en France, jusqu'en 1956. Son père, Daniel Goldman, est le patron d'United International Pictures, qui regroupait Paramount, Universal, MGM et United Artists. Sa mère, Hélène Goldman, née Edelman est la sœur du philosophe et juriste Bernard Edelman.
À 18 ans, il décide d'aller en Israël pour y faire une partie de ses études supérieures à l’Université hébraïque de Jérusalem. De retour en France, il termine ses études à l’Université de Paris 1 où il obtient une maîtrise d’Économie et de Gestion ainsi qu’un DEA de Finances.

## Les débuts
Il commence sa carrière professionnelle aux côtés de Jean Frydman (ancien résistant et propriétaire du catalogue de films RKO en France) puis chez MK2 où à 26 ans, il devient président du groupe MK2 Diffusion qui regroupe les activités de production, distribution, exploitation et ventes internationales. 

## La production de films
En 1992, il crée la société Légende Films pour produire son premier film en tant que producteur indépendant : 1492, Christophe Colomb, réalisé par Ridley Scott, qui connaît un grand succès commercial (3,5 millions de spectateurs en France). Il réunit en son temps le plus gros budget (47 Millions de dollars) d’un film indépendant, grâce à des accords de coproduction avec les pays européens, un préachat par les États-Unis et des préventes dans le monde entier.
En 1995, Alain Goldman coproduit le film Casino de Martin Scorsese. Le financement du film est obtenu notamment par un accord entre un studio américain, Universal Pictures, le groupe TF1 et Légende.
Il a ensuite produit Vatel de Roland Joffé, Les Rivières Pourpres et Babylon AD de Mathieu Kassovitz, La French et HHhH de Cédric Jimenez. 
Par ailleurs, Alain Goldman produit des comédies et satires populaires comme L’Enquête Corse d’Alain Berberian, Coco de Gad Elmaleh, 99 Francs de Jan Kounen, Fatal de Michaël Youn, Case Départ de Fabrice Eboué et Thomas Ngijol, mais aussi Paulette de Jérôme Enrico, La Folle Histoire de Max et Léon du Palmashow ou Santa & Cie d'Alain Chabat.
En 2008, La Môme réalisé par Olivier Dahan et interprété par Marion Cotillard, a obtenu de nombreux prix internationaux dont 2 Oscars, 5 BAFTA, 1 Golden Globe et 5 César.
En 2010, il produit un film sur la rafle du Vél d'Hiv, plus de 60 ans après les faits : La Rafle de Roselyne Bosch.
En 2019 J’accuse de Roman Polanski, avec Jean Dujardin dans le rôle du Colonel Picquart. Le film est récompensé par un Lion d’Argent au Festival du Film de Venise et de 3 Césars dont celui de meilleur réalisateur.
Il produit en 2022 le premier film d’Amazon Prime en France, Le Bal des Folles, réalisé par Mélanie Laurent et interprété par Lou de Laâge, qui obtient un International Emmy Award pour ce rôle.

## La production de séries TV
Alain Goldman produit une première série en 2017 avec Netflix. Il s’agit de The Spy, écrite et réalisée par Gideon Raff et interprétée par Sacha Baron Cohen.
Il se lance dans l’animation en 2021 avec la série Astérix pour Netflix, écrite et réalisée par Alain Chabat.
Cette mini-série d'animation 3D française en cinq épisodes de trente minutes, est diffusée depuis le 30 avril 2025 sur la plateforme Netflix avec pour titre Astérix et Obélix : Le Combat des chefs.
En 2022, il produit pour Amazon Prime une série intitulée Alphonse, écrite et réalisée par Nicolas Bedos avec Jean Dujardin dans le rôle principal.

## Banijay
En 2022, Banijay et Alain Goldman officialisent une association au travers de deux nouvelles entités : Montmartre Films (ex Légende Films) et Pitchipoï Productions.

## Vie personnelle
Il a été marié à la scénariste et réalisatrice Roselyne Bosch avec qui il a deux enfants.
Il est actuellement marié à l'écrivaine Eliette Abecassis.

## Décoration
En 2008, Alain Goldman est décoré du titre de Chevalier de la Légion d'Honneur. 

## Filmographie

### Acteur
- 1997 : Amour et Confusions de Patrick Braoudé : L'étranger[16]
- 1997 : XXL d'Ariel Zeitoun : Un religieux[17]

### Producteur
- 1992 : 1492 : Christophe Colomb (1492: Conquest of Paradise) de Ridley Scott
- 1997 : Amour et Confusions de Patrick Braoudé
- 1997 : XXL d'Ariel Zeitoun
- 1998 : En plein cœur de Pierre Jolivet
- 1998 : Bimboland d'Ariel Zeitoun
- 2000 : Vatel de Roland Joffé
- 2001 : Le Pacte du silence de Graham Guit
- 2002 : La Mentale de Manuel Boursinhac
- 2004 : L'Enquête corse d'Alain Berbérian
- 2004 : Les Rivières pourpres 2 : Les Anges de l'apocalypse d'Olivier Dahan
- 2005 : Animal de Roselyne Bosch
- 2007 : La Môme d'Olivier Dahan
- 2007 : 99 francs de Jan Kounen
- 2008 : Babylon A.D. de Mathieu Kassovitz
- 2009 : Coco de Gad Elmaleh
- 2010 : Fatal de Michaël Youn
- 2010 : La Rafle de Roselyne Bosch
- 2010 : La Blonde aux seins nus de Manuel Pradal
- 2011 : Case départ de Lionel Steketee, Fabrice Éboué et Thomas N'Gijol
- 2013 : Paulette de Jérôme Enrico
- 2013 : Vive la France de Michaël Youn
- 2014 : Le Crocodile du Botswanga de Fabrice Éboué et Lionel Steketee
- 2014 : Avis de mistral de Rose Bosch
- 2014 : La French de Cédric Jimenez
- 2015 : Robin des bois, la véritable histoire de Anthony Marciano
- 2015 : Cerise de Jérôme Enrico
- 2016 : La Tour de contrôle infernale d'Éric Judor
- 2016 : L'Idéal de Frédéric Beigbeder
- 2016 : Tout, tout de suite de Richard Berry
- 2016 : La Folle Histoire de Max et Léon de Jonathan Barré
- 2017 : Santa et Cie d'Alain Chabat
- 2019 : Edmond d'Alexis Michalik
- 2019 : Nevada (The Mustang) de Laure de Clermont-Tonnerre
- 2019 : J'accuse de Roman Polanski
- 2021 : Flashback de Caroline Vigneaux
- 2022 : Les Vedettes de Jonathan Barré
- 2023 : Alphonse de Nicolas Bedos (série Prime Vidéo)
- 2024 : Libre de Mélanie Laurent
- 2025 : Mercato de Tristan Séguéla
- 2025 : L'Homme qui rétrécit de Jan Kounen
- 2025 :

"Asterix & Obélix, le combat des Chefs" de Alain Chabat
- 2026 Bazooka (2026 au cinéma) de Michael Youn